# St. Michael (Eggarts)

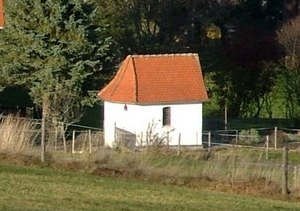
St. Michael in Eggarts

Die römisch-katholische Kapelle St. Michael befindet sich in Eggarts, einem Ortsteil von Altusried im bayerischen Landkreis Oberallgäu.
Die Kapelle, welche laut Inschrift 1717 erbaut wurde, steht unter Denkmalschutz. Eine Renovierung der Kapelle fand 1903 statt.

## Beschreibung
Das Gebäude besteht aus einem kleinen dreiseitig geschlossenen Raum mit einer Fensterachse aus Stichbogenfenstern. Innen ist eine Flachdecke angebracht, gedeckt ist die Kapelle mit einem Satteldach. Toskanische Pilaster bilden den Übergang in die Apsis. Rundbogige beidseitig eingezogene Fenster befinden sich jeweils an den Schrägseiten. Die ovalen Bildfelder zeigen an der Flachdecke die Muttergottes und an den Pilastern die Apostel Petrus und Johannes, sämtlich erneuert 1959. Das bäuerliche Gemälde der Kreuzigung stammt aus dem 18. Jahrhundert. Die restliche Ausstattung stammt aus der Zeit der Renovierung.